# Mednarodni filmski festival Locarno
Mednarodni filmski festival Locarno poteka od leta 1947 naprej vsak avgust v Locarnu v švicarskem kantonu Ticino. Spada med filmske festivale A kategorije. 

## Posebnosti
Locarno je pri filmskih ustvarjalcih in obiskovalcih priljubljen predvsem zaradi pristnega vzdušja. Vse projekcije potekajo v okviru letnega kina na glavnem trgu (piazza Grande). 
Festival se posveča predvsem eksperimentalnemu in avtorskemu ter neodvisnemu filmu. V desetih dnevih se tako odvrti na stotine filmov v različnih sekcijah, retrospektivah in tekmovalnem programu, kjer se potegujejo za Zlatega leoparda. 
Avgusta leta 2005 je direktor festivala postal Frederic Maire. 

## Vpliv festivala na regijo
Študija Univerze v Bellinzoni je pokazala pozitiven vpliv filmskega festivala na regijo. Le-ta ima namreč vsako leto dobiček - stroški festivala se gibljejo okoli 10 milijonov frankov (od tega 2,5 milijona prispeva kanton, dodatnih 1,3 milijona pa zvezna vlada), prihodki znašajo letno približno 13 milijonov frankov. 
Povprečen obiskovalec festivala dnevno porabi 123 frankov, je ženskega spola, star med 30 in 40 let, prebivalec nemško-govoreče Švice, z visoko izobrazbo ter srednjimi do visokimi prihodki. 

## DobitnikiZlatih leopardov
Ob nagradi prejmejo režiser in producenti tudi 90.000 švicarskih frankov. 
- 2005 Nine Lives (Rodrigo García), ZDA
- 2004 Private (Saverio Costanzo), Italija
- 2003 Khamosh Pani (Sabiha Sumar), Pakistan
- 2002 Das Verlangen (Iain Dilthey), Nemčija
- 2001 Alla rivoluzione sulla due cavalli (Maurizio Sciarra), Italija
- 2000 Baba (Shuo Wang), Ljudska republika Kitajska